# Sherman Firefly
Tank Sherman Firefly byla britská verze amerického tanku M4 Sherman. Na rozdíl od originálu byl vyzbrojen britským kanónem QF 17-pounder ráže 76,2 mm. Nejčastější pohonnou jednotku představoval motor Chrysler Multibank. Britské Shermany měla ve výzbroji i Československá samostatná obrněná brigáda.
Sherman Firefly vznikl jako reakce na požadavek britského kabinetu na zástavbu účinnějšího kanónu do některého z již vyráběných typů tanků. Důvodem pro takový požadavek byly negativní zkušenosti z bojů v severní Africe a Itálii v letech 1942–43. Nové německé tanky s „dlouhými“ kanóny ráže 75 mm (Panzer IV, Panther) a 88 mm (Tiger I) způsobovaly britským obrněným jednotkám velké ztráty a samy byly prakticky imunní (Tiger) vůči střelbě britských tanků. Vývoj nového tanku by byl příliš zdlouhavý, a proto se sáhlo k instalaci osvědčeného sedmnáctiliberního protitankového kanónu na stávající typ tanku. Nejprve byl upraven tank Cromwell, ale jeho verze Challenger se neosvědčila.[zdroj⁠?!] Na konci roku 1943 zkoušená konverze tanku Sherman V se ukázala být vyhovující, a tak byla rychle objednána výroba 700 kusů tolik potřebných pro blížící se invazi do západní Evropy.